# 格萊內爾格 (南澳大利亞州)

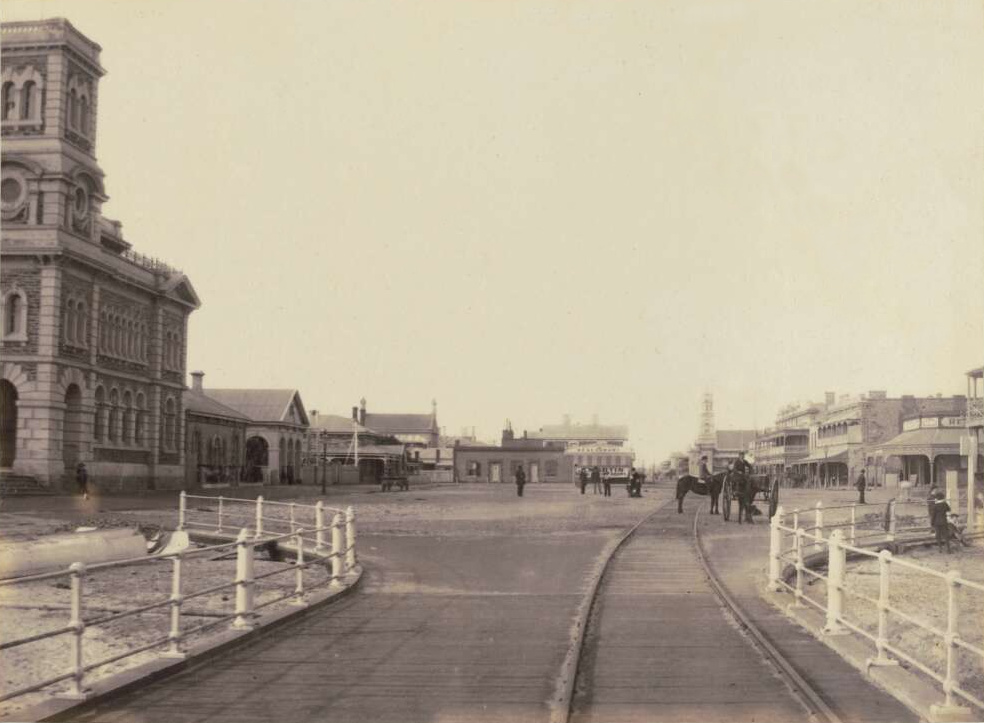
從碼頭看向格萊內爾格，1869年

格萊內爾格（Glenelg，又譯嘉蘭）是澳大利亞南澳大利亞州城市阿德萊德的著名海濱度假地，位於圣文森特灣中的灝發灣市裡。其海灘每年吸引著大批遊客。
格萊內爾格自1836年始有建制，是南澳洲最古老的歐洲居民點之一。其名稱是為了紀念英國陸軍及殖民地大臣、內閣成員格萊內爾格男爵（1778 – 1866）。1966年在此發生博蒙特姐弟失蹤案。

## 歷史
在1836年成為殖民地以前，格萊內爾格和阿德萊德平原的其他地區是澳大利亞原住民卡烏納人的聚居地。他們將這片土地稱為“Pattawilya”，當地的河流則被叫做“Pattawilyangga”，即今帕塔瓦隆加河。在1836年前，因為歐洲人進入該地而導致天花瘟疫蔓延，最終大多數的卡烏納人都死於天花。

### 殖民地
南澳洲的第一位英國居民在1836年抵達。威廉·萊特和約翰·欣德瑪什於1836年12月28日在北格萊內爾格的一個叫做老桉樹（The Old Gum Tree）的地方宣佈南澳州成立。
1849年12月5日格萊內爾格開設第一家郵局，第一位郵遞員是聖倫納德酒館（St Leonard's Inn）的約翰·麥克唐納（John McDonald）。1859年9月開設電報局。1868年郵局和電報局合併。現在的郵局是1912年在沙灘邊的莫斯利廣場（Moseley Square）建造的。
1875年開始建造格萊內爾格研究所，該建築後來該做格萊內爾格政廳，也位於莫斯利廣場。1877年研究所正式啟用，包含一個教室、一個音樂廳和一個圖書館。這座古典建築的設計人是艾德蒙德·威廉·懷特，他也是阿德萊德市政廳和郵政總局的設計者。1887年被阿德萊德當局兼併。現在建築中有一家飯店和一家博物館。

### 碼頭

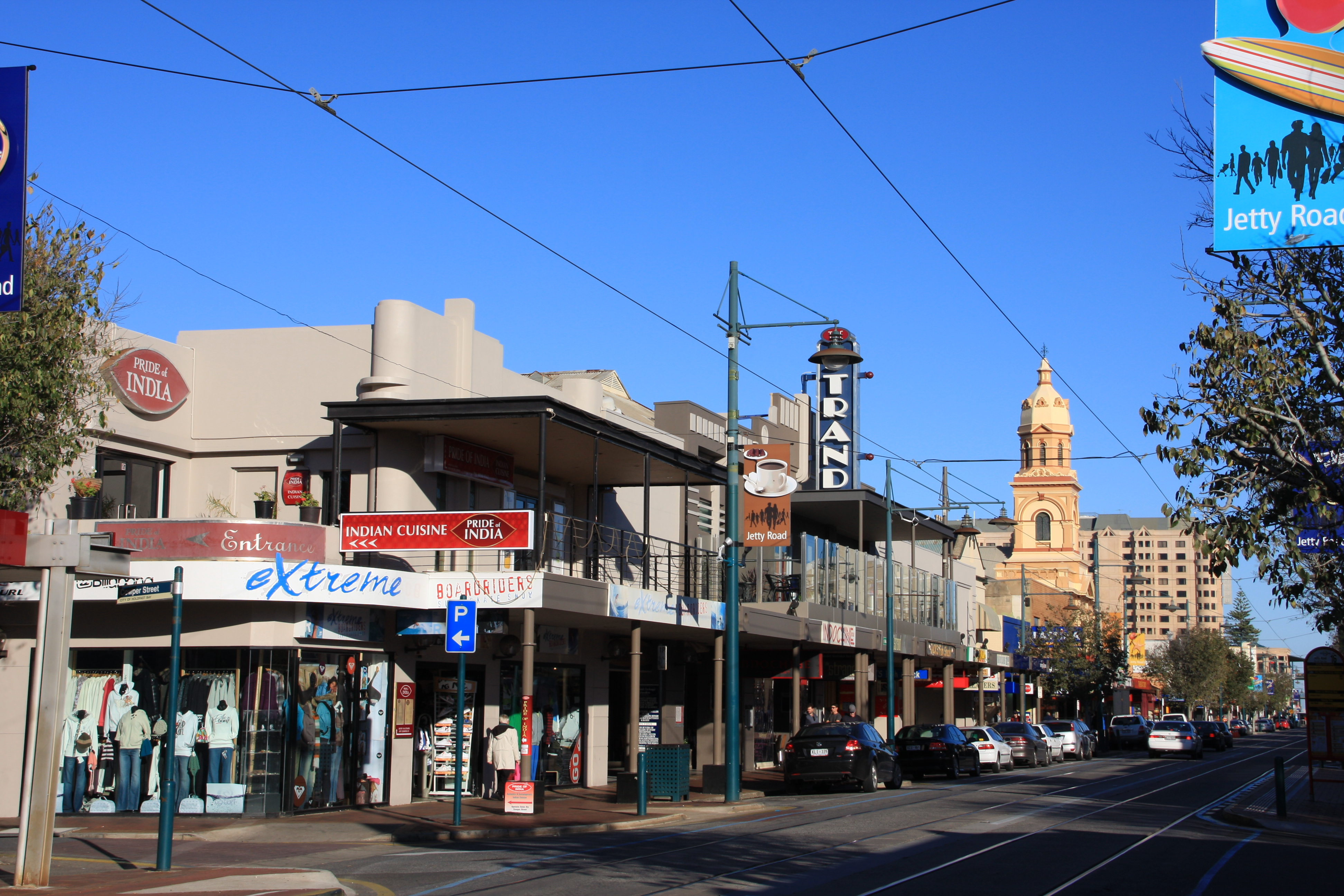
碼頭路

1857年8月，格萊內爾格的第一座碼頭開始建造，1859年4月25日啟用。這座防波堤花費了31,000英鎊。碼頭由漁民船隻及貨船共同使用，半岛东方轮船公司還在此有小型的郵政業務，後來因為阿德萊德港建成而停止。
1872年碼頭末端建造了一座燈塔，但次年即失火，為了避免波及整個碼頭而被推翻到了海里。1874年重建，新燈塔高12.1（40英尺）。後來興建的建築還有公共浴池、水族館、警衛室和一個帶有茶室的涼亭。
1943年涼亭因風暴被毀，而五年後整個碼頭也因同樣的原因整個被毀。兩周後當地政府決定將其重建，1969年才完工。新的碼頭長度縮減到215（705英尺），還沒有原來的三分之二大。該碼頭沿用至今，在碼頭路的末端。

### 遊樂園
因為是著名度假地，1930年當地受墨爾本月亮公園的啟發，而在海灘邊興建了一座類似的遊樂園。1934年被自動清算，除去一個旋轉木馬外全部被拆除。這些被拆除的道具后来被原游乐园经营者賣给了悉尼的米爾遜角月亮公園。
取而代之的是1982年開業的魔術山主題公園。 但因為豪德法斯特灣開發計劃的實施，2004年也被拆除。2006年年中由新建的娛樂場所The Beachouse取代。除此以外，當地著名的娛樂點還包含一座25米高的摩天輪。

### 發展
1970年代末格萊內爾格建造了14層的大西洋塔（Atlantic Tower），當時是當地最高建築。是從來沒有完成的一項大型開發計劃的一部分。1990年在莫斯利廣場建造了14層高的斯坦福德大酒店（Stamford Grand hotel），2004年建成21層高的自由塔（Liberty Towers）。
1990年代末豪德法斯特灣開發計劃開始實施，但遭到當地居民和豪德法斯特灣市的強烈反對。因而其規模被迫減小。

## 外部連結
- City of Holdfast Bay （页面存档备份，存于）

34°58′55″S 138°30′58″E / 34.982°S 138.516°E
Template:阿德萊德地標